# 木戸蓊
木戸 蓊（きど しげる、1932年5月5日 - 2000年6月10日）は、日本の政治学者。神戸大学名誉教授。第11代日本国際政治学会理事長。専門は、国際関係論、バルカン地域の政治。

## 経歴
1932年、愛知県名古屋市生まれ。1955年に京都大学法学部を卒業。1957年名古屋大学大学院法学研究科修士課程修了。国際政治史を専攻した。
卒業後、1957年に名古屋大学法学部助手に着任。1958年より日本国際問題研究所研究員。ユーゴスラヴィア国際政治経済研究所客員研究員を経て、1968年に神戸大学法学部助教授に就任1970年に教授昇任。1988から1990年まで、神戸大学法学部長を務めた。学界では、1992～1994年、日本国際政治学会理事長。1996年に神戸大学を定年退官、その後は神戸学院大学法学部教授として引き続き教鞭をとった。2000年に死去。

## 受賞・栄典
- 2000年6月10日 - 叙正四位、勲三等旭日中綬章追贈。

## 著書

### 単著
- 『バルカン現代史』（山川出版社、1977年）
- 『東欧の政治と国際関係』（有斐閣, 1982年）
- 『社会主義に未来はあるか――苦悩するソ連・東欧諸国』（三嶺書房、1985年）
- 『激動の東欧史――戦後政権崩壊の背景』（中央公論社［中公新書］、1990年）

### 共著
- （村上公敏・柳沢英二郎）『世界平和運動史』（三一書房、1961年）

### 編著
- 『講座国際政治（3）現代世界の分離と統合』（東京大学出版会、1989年）

### 共編著
- （蔵重毅）『第三世界と国際政治』（晃洋書房、1983年）
- （伊東孝之）『東欧現代史』（有斐閣、1987年）
- （皆川修吾）『講座スラブの世界（5）スラブの政治』（弘文堂、1994年）